# Helene Weigel
Helene Weigel (ur. 12 maja 1900 w Wiedniu, zm. 6 maja 1971 w Berlinie) – austriacka aktorka, żona Bertolta Brechta.

## Życiorys
Występowała w Neues Theater we Frankfurcie nad Menem (1919–1923) i w Berlinie (1923–1927, m.in. w Deutsches Theater). W latach 1933–1948 przebywała na emigracji w Szwajcarii, Danii, Finlandii i Stanach Zjednoczonych. Występowała wówczas w teatrze, w 1937 grała w Paryżu, a w 1938 w Kopenhadze w Karabinach pani Carrar Bertolta Brechta i w filmie Siódmy krzyż według powieści Anny Seghers (1944).
Po powrocie w 1948 do Niemiec, od 1949 wspólnie z mężem, później sama, prowadziła Berliner Ensemble.
22 listopada 1950 w Warszawie na II Kongresie Obrońców Pokoju została wybrana w skład Światowej Rady Pokoju.
Z zespołem tego teatru w 1952 i 1962 r. występowała w Polsce. Znakomita odtwórczyni ról w sztukach Bertolta Brechta, m.in. Mutter Courage w Matce Courage i jej dzieciach, żona gubernatora w Kaukaskim kredowym kole.
W 1965 została odznaczona Złotym Orderem Zasług dla Ojczyzny (NRD).